# SZ–400
Az SZ–400 Triumf (NATO-kódja: SA–21 Growler, korábban SZ–300PMU–3) légvédelmi rakétarendszer, amit az 1990-es években fejlesztettek ki Oroszországban az Almaz tervezőirodában. A fegyverrendszer az SZ–300-as légvédelmi rakétarendszer továbbfejlesztett változata. 2007 óta áll szolgálatban az Orosz Fegyveres Erőknél.
Az SZ–400-as fegyverrendszer négyfajta rakéta alrendszerrel fedi le a teljes légvédelmi spektrumot. Ezek a „rendkívül nagy hatótávolságú” 40N6 (400 km), „nagy hatótávolságú” 48N6 (250 km), „közepes hatóválságú” 9M96E2 (120 km), illetve a „rövid hatóválságú” 9M96E (40 km) rakéta.

## Története
Az SZ–400-as rakétarendszer kifejlesztése az 1990-es évek végén történt. Eredetileg az Orosz Légierő számára mutatták be 1999 januárjában. Az első kísérleti lövészetet 1999. február 12-én hajották végre az Asztrahánhoz nem messze fekvő Kapusztyin Jar lőterén. A lövészet sikeresnek bizonyult és a rendszert rendszeresítésre alkalmasnak ítélték 2001-től.
2003-ban viszont kiderült, hogy a rendszer még nem teljesen kész a rendszeresítésre.
A hibák kijavatása után 2004 februárjában  bejelentették, hogy a rakétarendszer harcra kész. Áprilisban sikeresen elfogott és megsemmisített egy ballisztikus rakétát egy továbbfejlesztett 48N6DM elfogó rakétával. 
2007-ben hadrendbe állították az Orosz Fegyveres Erőknél.

## Felépítése
- A 30K6E egy adminisztrációs rendszer, ami nyolc rakétaosztályt képes kezelni egy időben.[5][6][7]
  - Az 55K6E egy parancsnoki mozgó vezetési pont, ami egy Ural-532301-on lett kialakítva.
- A 91N6E[8] egy panoráma kialakítású lokátor aktív zavarás védelemmel, aminek hatótávolsága 600 km. Egy MZKT-7930 típusú járműre van telepítve. Kb. 300 céltárgyat képes egy időben követni és deciméteres hullámhosszon üzemel.[9]
- 6 légvédelmi rakétaosztály van felszerelve a 98ZH6E típusú föld-levegő légvédelmi rakétával, ami csak 6 céltárgyat tud megsemmisíteni egy időben.[10] További 2 rakétaosztály a 40 km-es hatótávolságon belüli célok elpusztítására szolgál.
  - A 92N6(vagy 2)E egy multifunkciós lokátor, aminek a hatótávolsága 400 km - egy időben 100 célt képes egy időben követni.[11]
  - Az 5P85TE2 indítóállvámy és a 12 db 5P85SE2 légvédelmi rakéták traileren a céltárgyak elfogására hivatottak.
  - A 48N6E, 48N6E2, 48N6E3, 48N6DM, 9M96E, 9M96E2 és az ultra-nagy hatótávolságú 40N6E rakéták csakis orosz elnöki felhatalmazással használhatók[12]
- Az SZ–400 egy aktív fázisvezérelt antennarácsú lokátort használ.[13]

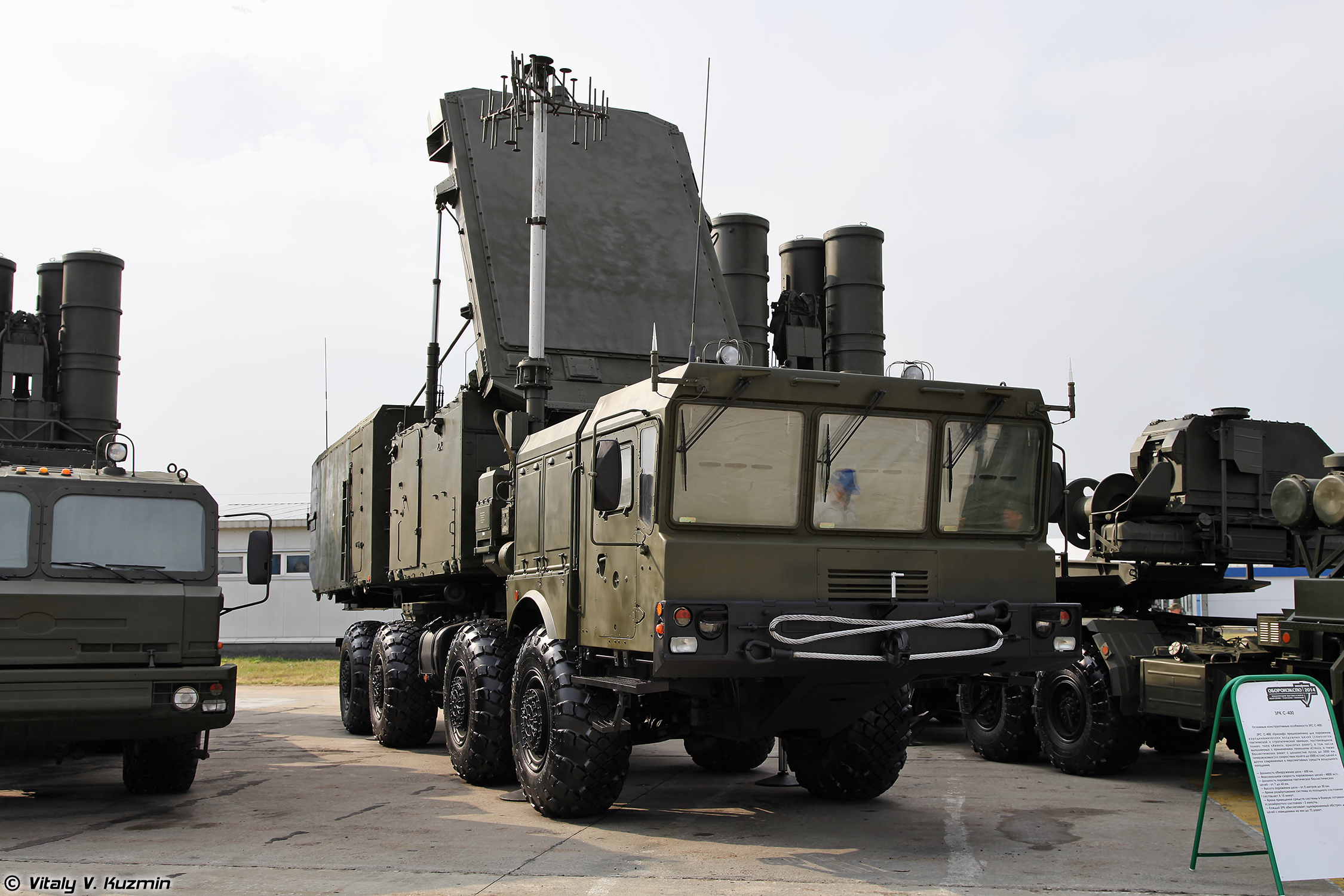
SZ-400-ashoz tartozó 92N2 lokátor és 5P85T2

Lehetséges elemei még az SZ–400 (98ZH6E)-as rendszernek: A 15I6ME – 98ZH6E-es alrendszerek a 30K6E 30/60/90 km-es hatótávolságán is képesek működni. 96L6E – univerzális komponens minden funkcióval, képes a 300 km-re lévő céltárgyak bemérésére. 40B6M – a 92N6E és 96L6E típusú lokátorok alépítménye. Lopakodók felderítésére a Protivnik-GE, Gamma-DE (UHF lokátor 0,1 m2 for 240 km). Orion passzív lokátoros légvédelmi rendszer megnevezése - képes bemérni 3-ból 1 koordinátát. Avtobaza-M passzív lokátor hivatott bemérni a repülő céltárgyakat (3-ból 2 koordinátát). és Orion+ Avtobaza=a pontos helyét a céltárgynak. Lehetséges a régebbi SZ–200-as, illetve az SZ–300-as légvédelmi rakétarendszerek lokátorait az SZ–400-hoz hozzá kapcsolni egyéb vezetési pontok beiktatás nélkül is. Az SZ–300-as rakétarendszer rakétáit is lehetséges az SZ–400-val irányítani.
A-50/A-50U légtérellenőrző repülőgép a földi telepítésű rakétarendszernek küldi a céltárgy adatait.
A 30К6Е irányító rendszer az alábbi rendszerekkel összekapcsolható
- SZ–400 Triumf 98ZH6E rendszer;
- SZ–300PMU2 (83М6Е2 irányító rendszeren keresztül);
- SZ–300PMU1 (83М6Е irányító rendszeren keresztül);
- Tor-M1 a Ranzhir-M üteg vezetési ponton keresztül;
- Pancir–SZ1 az üteg vezetési járművén keresztül;

Triumf kiegészítések – ha egyéb megbízást kap az alegység, akkor a 30K6E adminisztrációs rendszert használják adat fogadásra, amit egy további integrált 92Н6Е lokátor szolgáltat;
96L6E/30K6E lokátor típusú adminisztrációs rendszer, Protivnik-GE, Gamma-DE. A 92H6E lokátor rendszerhez opcionálisan hozzá rendelhetőek, ezáltal létrehozva az adatkapcsolatot egyes ütegek között:
- Baikal-E magasabbegység vezetési pont, ill. hasonló típusok;
- közeli 30К6Е, 83М6Е, és 83М6Е2 adminisztrációs rendszerek;
- Polyana-D4М1 vezetési pont;
- vezetési pont orosz vadászrepülők számára.
- Mobil nagyhatótávolságú lokátorok az X,L,ultrarövidhullám-hullámhossz tartományban. A Nebo-M rendszer kimondottan az F–35 Lightning II ellen került kialakításra. A rendszer URH komponense szektor átfésülést és célkövetést biztosít, amíg az X-és L-hullámhossz tartomány finom célkövetést biztosít az alegység számára. A lokátorok jó elhelyezése a beérkező céltárgy támadó tengelyéhez képest - az X-és L-sávú komponensek illuminálják a bejövő céltárgyat olyan szögekből, amit az ellenséges céltárgy radarzavarója alig vagy nehezen tud csak bemérni. A Nebo-M-et amúgy sem lehet zavarni, mivel passzív érzékelőkkel van felszerelve.[23]

### Rakéták
Egy rendszer összesen 8 légvédelmi rakétaosztályból áll, ami  közel 72 indítóállványt és maximálisan 384 db légvédelmi rakétát jelent, amik közé tartoznak azok a rakéták is, amik 250 km vagy annál közelebb lévő célpontok ellen bevethetőek.
A rakétákat egy gázrendszer lövi ki a vetőcsövekből kb. 30 méteres magasságba, ahol bekapcsol a rakétahajtómű.
| GRAU kód          | Hatótávolság    | Magasság            | Maximális sebesség                                    | Maximális céltárgy sebesség | Súly              | Robbanófej      | Irányítórendszer                 | Megjegyzés |
| ----------------- | --------------- | ------------------- | ----------------------------------------------------- | --------------------------- | ----------------- | --------------- | -------------------------------- | --- |
| 40N6              | 400 km (250 mi) | 185 km (607 000 ft) |                                                       |                             |                   |                 | Félaktív vagy aktív radarkövetés | Aktív radarkövető fejjel működve a kívánt magasságig repülve átvált követő és megsemmisítésre. |
| 48N6E2            | 200 km (120 mi) |                     | 2000 m/s (4500 mph)                                   | 2800 m/s (6300 mph)         | 1835 kg (4045 lb) | 180 kg (400 lb) | Félaktív radarkövetés            | |
| 48N6DM / 48N6E3   | 250 km (160 mi) |                     | 2000 m/s (4500 mph)                                   | 4800 m/s (11 000 mph)       | 1835 kg (4045 lb) | 180 kg (400 lb) | Félaktív radarkövetés            | |
| 9M96E             | 40 km (25 mi)   | 20 km (66 000 ft)   | 900 m/s (2000 mph)                                    |                             | 333 kg (734 lb)   | 24 kg (53 lb)   | Aktív radarkövetés               | Az aktív radarkövetésnek köszönhetően képes nagyon messze és nagyon alacsonyan repülő céltárgyakat is bemérni és megsemmisíteni. Szintén képes lopakodó technológiával készült cétárgyak optikai és infravörös tartományban lévő felderítését, követését és megsemmisítését a 9M96 típusú rakétákkal. |
| 9M96 / and 9M96E2 | 120 km (75 mi)  | 30 km (98 000 ft)   | 1000 m/s (2200 mph)(1M=295–340 m/s → 1000 m/s≈3~3.3M) |                             | 420 kg (930 lb)   | 24 kg (53 lb)   | Aktív radarkövetés               | Nagy találati pontosság gyorsan repülő céltárgyak ellen, mint pl. UAV-k és robotrepülőgépek. A „20 g-s sebességgel”(??) 30 km-es magasságban repülő kis- és közepes hatótávolságú ballisztikus rakétákat is képes elfogni és megsemmisíteni.                                                          |

- Az SZ–400-as rendszer anti-ballisztikus rakétavédelmi képességei majdnem kimerítik az azóta hatályos kívül helyezett Anti-ballisztikus rakétavédelmi egyezmény kritériumait.
- Az új 77N6-N és 77N6-N1-es anti-ballisztikus rakéták 2014-es rendszerbe állítását követően kinetikus képességekkel is rendelkeznek.[34] Ugyan ezen rakétákat szintén használni fogják az SZ–500-as anti-ballisztikus rakétavédelmi rendszerhez.[35]

### Morpheus légvédelmi rakétarendszer
- Az oroszok egy különálló kis hatótávolságú légvédelmi rakétarendszer fejlesztésébe kezdtek 42S6 Morfej néven (Morpheus), ami az SZ–400-as rendszert hivatott megvédeni az alacsonyan támadó ellenséges repülőgépektől, harci helikopterektől. Ez az alrendszer közösen az SZ–350-es közép-hatótávolságú légvédelmi rakétarendszerrel fogja védelmezni az SZ–400-as rakétarendszereket. Későbbiekben ők veszik át közösen az Orosz Légtérvédelmi Erők légvédelmi oltalmazását.[36]

## Műszaki jellemzők
| Maximális céltárgy sebesség                                                  | 4,8 kilométer per másodperc (17 000 km/h; 11 000 mph; Mach 14) |
| Lokátor hatótávolság (km)                                                    | 600                                                            |
| Légvédelmi rakéták hatótávolsága (km) - maximum - minimum                    | 400 2                                                          |
| Hatómagasság (2015, km) - maximum - minimum                                  | 27/30 up to 56 km (9m96e2) 0.005(9M96)/0.01                    |
| Harcászati ballisztikus rakéták elleni hatótávolság (km) - maximum - minimum | 60 5                                                           |
| Az egy időben kilőtt rakéták száma                                           | 80 korábban a fejlesztések időszakában 36 (2012)               |
| Az egy időben irányított rakéták száma                                       | 160                                                            |
| A rakéta indítóállvány harckészültségbe helyezése (min)                      | 5 a fejlesztés időszakában 10–15                               |
| Érzékeléstől a rakéta kilövésig számított idő (min)                          | azonnali készenlét 0,6 / készenlét 3                           |
| Felújítások közötti időtartam (h)                                            | 10 000                                                         |
| Szavatosság (évek) - földi létesítmények - légvédelmi rakéták                | Kb. 20 15                                                      |

- Céltárgy típusok:[49][50][51]

- Hadászati bombázók B-1, FB-111 and B-52H
- Rádióelektronikai hadviselésre felkészített repülőgépek EF-111A and EA-6
- Felderítő repülőgépek TR-1
- Légtérellenőrző repülőgépek E-3A and E-2C
- Vadászrepülőgépek F-15, F-16, F-35 és F-22
- Hadászati robotrepülőgépek Tomahawk
- Ballisztikus rakéták (hatótávolság legalább 3500 km)).

- Minden célú maximális radiális sebesség 4,8 kilométer per másodperc (17 000 km/h; 11 000 mph; Mach 14) (abszolút határ 5 kilométer per másodperc (18 000 km/h; 11 000 mph; Mach 15)[30]), a minimum az zéró.[14]
- Rendszer reagálási ideje kevesebb mint 10 másodperc.[53]
- A rendszer képes közúton (60 km/h) és terepen is közlekedni 25 km/h.[42]
- Egy a Pravdában megjelent újságcikk szerint egy rakétaosztály költsége, ami 8 indítóállványból áll 200 millió USD.[54]

## Üzemeltetők

### Jelenlegi üzemeltetők

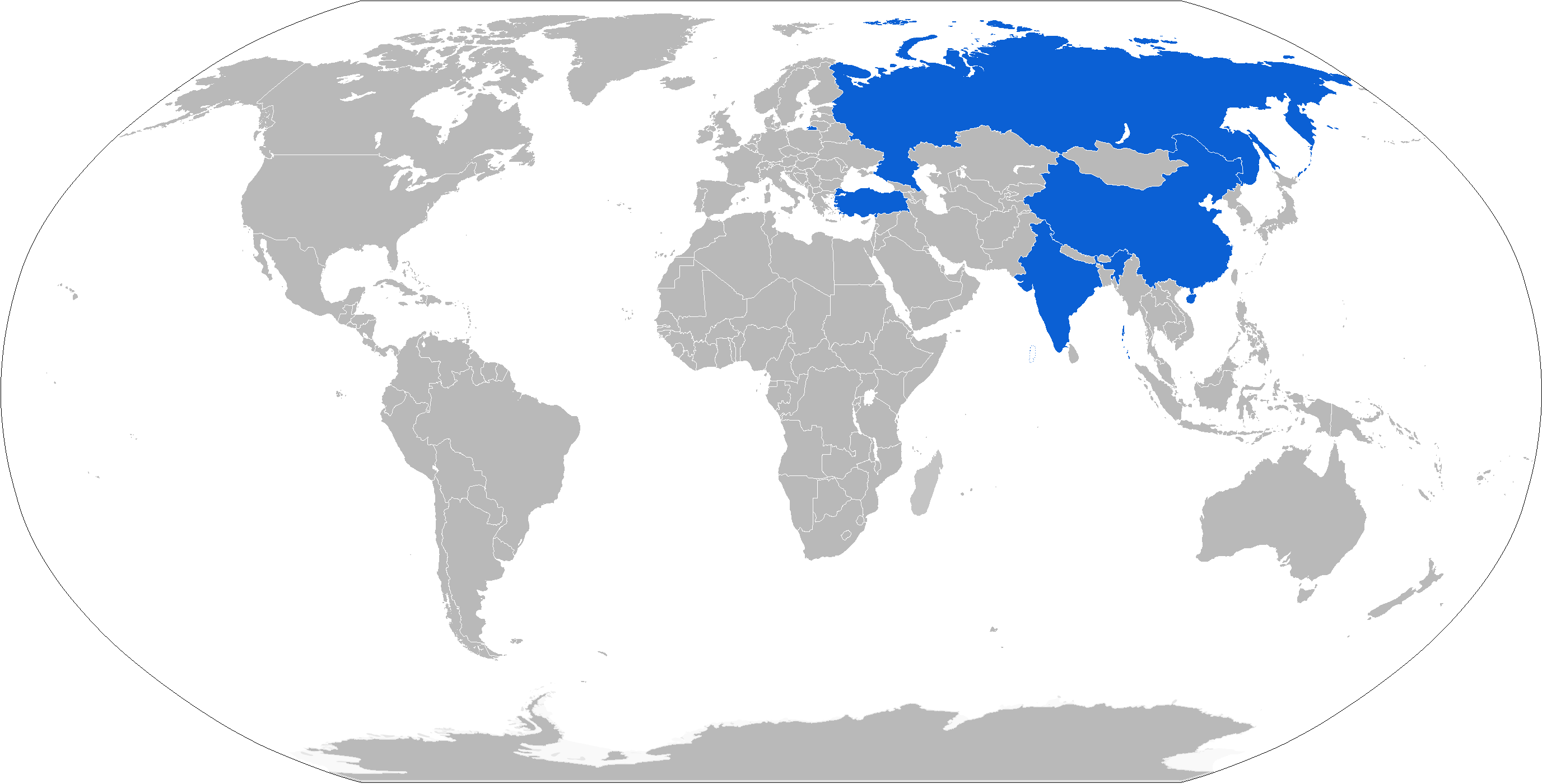
SZ–400-at üzemeltető országok

- Oroszország – 29 rakétaosztállyal rendelkezik.

### Leendő üzemeltetők
- Kína – Hivatalosan megerősítve, hogy Kína legalább 6 rakétaosztályt fog vásárolni.[55][56][57]
- India – 2015 decemberében bejelentette, hogy 5 rakétaosztályt fog vásárolni, 6000 rakétával.[58] 2015 októberében bejelentették, hogy 12 rendszernyit vásárolnak.[59][60]
- Törökország – Hivatalosan megerősítve, hogy négy egységet vesz az SZ–400-as rendszerből, egyenként 500 millió dollárért.[61] Az első egységek szállítása 2019 júliusában várható.[62]